# 悪魔の契約にサイン
『悪魔の契約にサイン』（あくまのけいやくにサイン）は、2008年10月29日から2009年2月18日までTBS系列で毎週水曜19:56 - 20:54（JST）に放送されたバラエティ番組。ハイビジョン制作。

## 概要
TBSにとって魔の水曜日とされていた低視聴率の放送枠であり、2008年秋に大改編として水曜日のプライムタイム4番組を一新したその1番組であり、また司会の加藤浩次（極楽とんぼ）にとって、ゴールデンタイムのメインMCを務めるレギュラー番組はこれが初めてであった。なお、TBSの水曜日20時枠が1時間バラエティー番組枠になるのは『ドリーム・プレス社』以来2年ぶりとなる。
2009年1月7日放送分は、2時間SP『悪魔の連帯保証人』として放送されたが、放送内容は当初予定されていた企画とは異なり、芸能人があまり公表していない特技や私生活の逸話などを紹介する内容となった。
番組は2009年2月18日放送分をもって打ち切り。事前に最終回が告知されず、テレビ情報誌も最終回の表記がなかったため、当日の新聞でようやくその旨が記載される状態であった。この最終回では加藤による終了の挨拶で番組を締めくくったが、この挨拶の中で加藤は放送回数がわずか9回だったことに対し自虐的に触れており、共演者だった宮川大輔も「9回やって来ましたが、番組に何の思い出も無いです」と、端的に本番組への評価をコメントとして残している。また、最終回の視聴率は5.1%となり、番組ワースト記録を更新することとなった。

## 内容

### 開始当初の内容
毎週著名人が実現したいことや願望を依頼。その依頼を受けた番組は、その願望を叶えるためにプロジェクトを立ち上げて全面協力する。但し、その協力を受けるには実現できなかった場合に行う「悪魔の契約」と呼ばれる契約にサインすることが条件で、もしその願望が実現できなかった場合、「掛かった費用を全額負担する」などの「悪魔の契約」に書かれた罰則を実行しなくてはならない。もし「悪魔の契約」を拒否すると、願望そのものが取り消しになっていた。
無作為に多数の芸能人に書いてもらった事前アンケートの中から採用する願望をスタッフが選び、その芸能人の下へ直接、契約をするかどうか判断してもらうために、スタッフもしくは悪魔の契約者（後述）が赴く。内容によってはプロジェクト参加後の依頼者がスタジオに出演し、詳細などを語る場合もある。
スタジオは黒を基調とした暗めのセットとなっており、スタジオには司会の加藤達とゲスト以外に契約内容をVTRで視聴する100人の判定員が在籍していた。
番組公式サイトでは一般参加者も募集していたが、1度も一般参加者が企画に挑戦することはなかった。また、開始当初は内容によって一般判定員100人がVTRを視聴して、願望が達成されたか否かを審査するシステムもあったが、判定を行なう機会がないまま後述のリニューアルにより判定員はいなくなった。
2008年11月26日放送分では、前週11月19日に5.2％という視聴率だったことを取り上げ、謝罪の意味でディレクターがバリカンで坊主頭にする、という企画も放送された。

### リニューアル後の内容
2009年1月7日放送分からは金色を基調とした明るめのセットに変更された。ただし1月14日放送分は当初2008年12月に放送予定だったため、セットは前述の暗めのものが使用されている。また開始当初は司会の加藤・マツコと女性ゲストと悪魔のセールスマンは別々の位置だったが、リニューアル後は悪魔のセールスマンは加藤達の後ろに移動となった。しかし、最終回となった2月18日の放送では元の位置に戻っていた。
番組中期から契約の際に背負うリスクの紹介などがカットされたり、本来のコンセプトである「悪魔の契約」とは無関係な企画が増えていった。また、1月14日放送分の「有吉、ハマコーからアンケートを回収」も結局、ハマコーの希望した企画が小泉元総理など普段TV番組に出ない政治家と討論、亡くなった母に遭いに行くなど実現不能な物ばかりであり失敗に終わっている。
特に1月28日に製作風景が放送された若槻千夏セミヌードTシャツは、同月31日に本人も参加した赤坂サカスでの販売会で目標数の3000枚を完売することができた。その後、2月14日から、赤坂サカス内の「TBSストア」で追加製作分3000枚が販売された。しかしながら、当初売上金の募金先としていたインドでは、宗教観、社会情勢などからポルノに対して非常に厳しいため、後にここで発生した募金の受け取りを拒否されるという事態が発生した。そのため、募金が宙に浮く形が1年以上続いたが、2010年5月には、学校建設の基礎工事が行われていることが発表され、2014年12月には学校建設が完了したことが報告された。

## 出演者
司会
- 加藤浩次（極楽とんぼ）

レギュラー出演者
- マツコ・デラックス
- 小池栄子（2008年11月19・26日放送分は欠席）

悪魔のセールス軍団
- 宮川大輔
- 有吉弘行
- 小木博明（おぎやはぎ）
- ケンドーコバヤシ
- 大沢あかね

VTRによっては、軍団のセールスマン・セールスウーマンが自らロケに出演し契約締結やプロジェクト遂行の際に同行する場合と、番組スタッフが軍団に代わってロケに同行する場合がある。全員白いタトゥーのような模様の入った黒いスーツを着ている。
進行
- 駒田健吾（TBSアナウンサー）

その他
- 女性ゲスト

毎回2 - 3人が出演。
- 判定員男女100人

全員黒に近い色の服でマスカレードを着けていた。リニューアル後は不在。
ナレーション
- 大塚芳忠
- 窪田等

## 放送された企画

### 悪魔の契約
- 鼠先輩、偽ミッキーを成敗！できなければ角刈りからパンチに。
- ヨネスケの突撃！隣の盗聴器、発見できなければノーギャラ。
- ノッチ、オバマ公認のオバマになる!
- はるな愛、性別に悩む人達の助けになりたい
- 坂本一生、改名、しなければ芸能界引退。
- 山本高広 万引き犯を確保!
- ボビーVS巨大暴れ牛
- 渡辺直美、一週間で10kg増量、できなければそれまでにかかった費用全額負担。
- 安達有里、自身の整形やヌード写真集について息子の本音を知りたい

### それ以外の企画
- ノッチ、麻生総理にオバマ公認を伝える、小浜市までヒッチハイク
- 大沢あかね、違法出会い系サイトのニセ芸能人を探る
- 有吉弘行、浜田幸一からアンケートを回収、浜田幸一イメージアップ作戦
- 若槻千夏、インドに小学校を建設する為チャリティーセミヌードTシャツ販売
- 小木博明、曙の元を直撃
- 大仁田厚、整形疑惑追及
- 国会議員の庶民感覚チェック

### 企画にまつわるエピソード
2008年11月5日放送分ではノッチ（デンジャラス）がバラク・オバマ大統領候補（当時）に会いに行く企画で、本人から話しかけられ契約成立となり、日本国内はおろか現地メディアでも取り上げられた。また、ノッチが出演する他局の番組でもオバマ本人に声をかけ返答された本番組のVTRが多用されている。
2008年11月12日に放送された次回予告で、有吉弘行が浜田幸一とロケを行なう企画が紹介されたが、翌11月19日放送分では一切取り上げられず、延期を重ねた末ようやく2009年1月14日に放送された。

## スタッフ
- 構成：桜井慎一、榊暁彦、久保貴義、武田郁之輔、寺田智和、木南広明
- TM：鳥井隆
- TD：高松央
- VE：佐藤公幸
- CAM：小笠原朋樹
- 音声：相馬敦
- 照明：木戸昭彦
- ロケ技術：
  - CAM：松本隆昭、廣岡猛
  - 音声：石塚和孝、岡田康弘
  - 照明：加藤賢治、萩原次人
- 美術プロデューサー：西條貴子
- 美術デザイン：太田卓志、齋藤傑
- 美術制作：宗次宏光
- 装置：高野勝之、佐藤篤
- 装飾：深山健太郎
- 特殊装置：高橋出
- 電飾：森田光俊
- メカシステム：濱口利行
- 特殊小道具：白鳥保夫
- アクリル装飾：近藤樹也
- 持道具：貞中照美
- 衣裳：君和田悦子
- メイク：後藤満紀子
- 編集：遠藤毅
- MA：的地将
- 音響効果：大久保吉久（3×7）
- CG：小倉ヨシヒロ（VISION）
- テロップデザイン：佐藤芙美
- TK：野村佳乃子
- デスク：椿美貴子
- 宣伝：小林久幸
- 技術協力：東通
- AP：飯沼美佐子、中村恵
- ディレクター：石黒光典、首藤光典、和田英智、大場剛、藤原将人、北山孝、有馬竜一、森伸太郎、前島隆昭、井手比左士、河本恭平、大島圭司
- 総合演出：坂田栄治
- プロデューサー：岸田大輔
- チーフプロデューサー：合田隆信
- 制作協力：G-yama
- 制作：TBSテレビ
- 製作著作：TBS

### エンディングテーマ
- LAST CHRISTMAS　mash up by Foxxi misQ（2008年10月 - 11月）
- ナミダボシfeat.詩音　CLIFF EDGE（2009年1月 - 2月）

## 備考
- 2008年12月10日放送分は、12月6日に亡くなった作曲家の遠藤実を追悼する報道特別番組を放送するために、19時台の『復活の日』とともに休止となった。このため、本来放送予定だったノッチのヒッチハイク企画は、翌年に持ち越しとなった。
- 毎回、スタッフロールの最後に次回の予告スポットが表示され、次番組『水曜ノンフィクション』の事前告知に繋げていた。最終回では、黒い扉が開き番組タイトルが表示されるオープニングとは逆に、番組タイトルが表示され扉が閉まるCGが表示された。
- 2008年11月14日放送の『金曜JUNK 加藤浩次の吠え魂』にて、マツコ・デラックスの誕生日（10月26日）収録分で、ゲスト出演したマツコの横に座る菊川怜が有吉弘行が菊川につけた「高学歴アンパンマン」というあだ名が気に入らず収録中不機嫌そうな顔になり、その後泣き出したことを加藤浩次が明かしている。加藤は「なんだよ!」と思いつつも有吉に謝るよう促し、有吉は「すいませんね」と渋々謝罪した。しかし菊川は更に泣き出して「腹立つ」と発言したため、有吉は「こっちも仕事でやってるんだよ!」と応酬。収録後加藤は有吉を連れて楽屋まで謝罪に訪れたが、菊川の事務所の関係者に楽屋の前で10分ほど待たされ、「仕事でやっている」・「本当に思ってたら口に出さない」と釈明した。その間も菊川はずっと泣いたままであったため、「鬱陶しかった」とのこと。この件は、番組終了後に『ケンドーコバヤシのテメオコ』[4]でも語られている。

## 関連番組
- 有田プレビュールーム - 視聴者や芸人が考えたVTRをくりぃむしちゅーの有田がジャッヂするという同様のコンセプトの番組